# Big River (chanson de Johnny Cash)
Pour les articles homonymes, voir Big River.
Singles de Johnny Cash
Home of the Blues
(1957) Guess Things Happen That Way
(1958)
Big River est une chanson écrite et originellement enregistrée par le chanteur américain Johnny Cash.
La chanson est parue en face B du single Ballad of a Teenage Queen, sorti chez Sun Records le 10 février 1958 (Sun 283),,. Le single a passé plusieurs semaines à la 1re place du classement country « C&W Best Sellers in Stores » du magazine musical Billboard,,,. La chanson Big River a également atteint la 4e place du classement « Most Played C&W by Jockeys » de Billboard, tandis que Ballad of a Teenage Queen a atteint la 1re place,.
La chanson est aussi incluse dans le deuxième album studio de Johnny Cash, Johnny Cash Sings the Songs That Made Him Famous, qui sortit chez Sun Records en novembre de la même année 1958.
Elle a également été reprise en 1985 sur l'album Highwayman par Johnny Cash, Waylon Jennings, Willie Nelson et Kris Kristofferson.